# Svenska Akademiens Nobelbibliotek

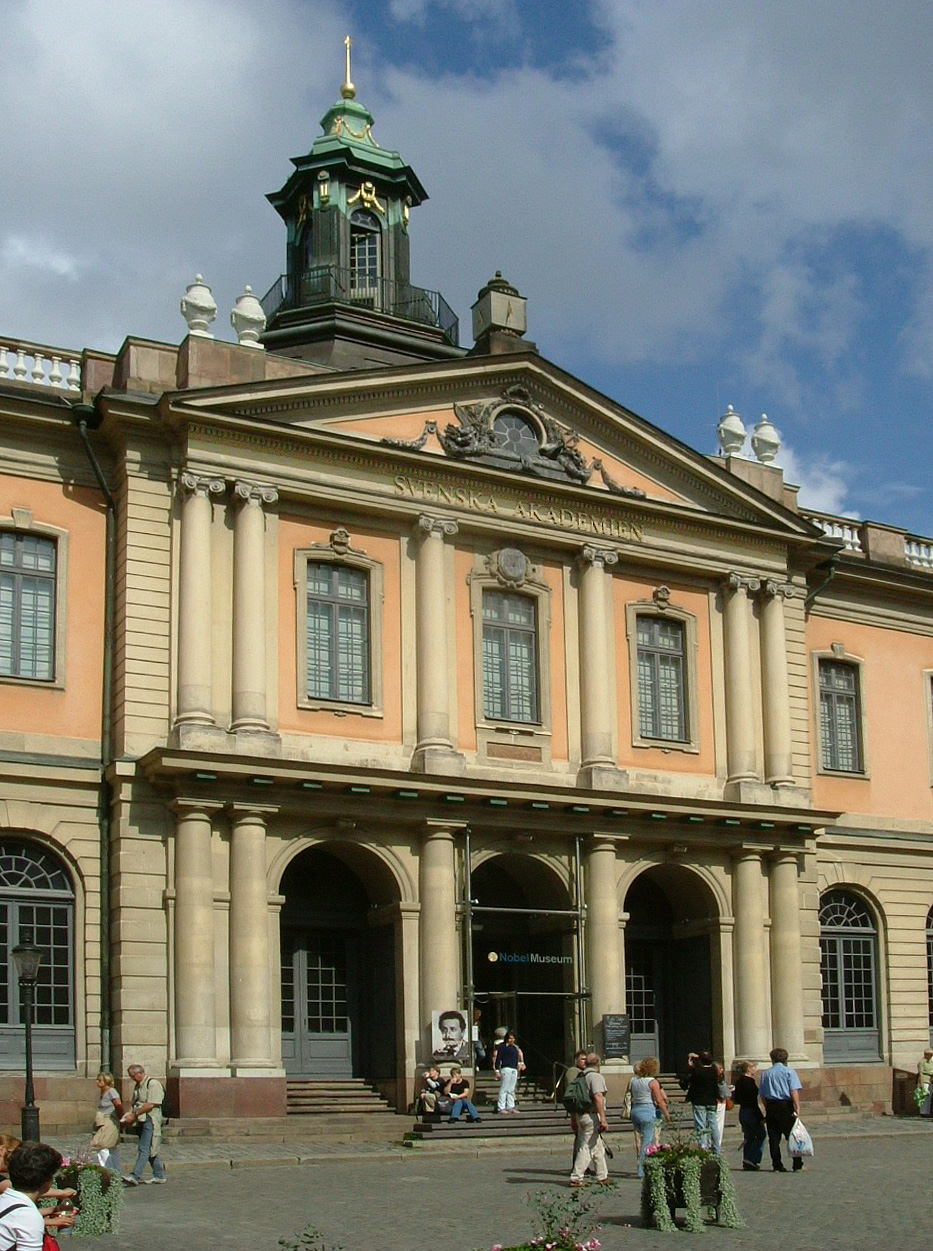
Nobelbiblioteket ligger i Börshuset

Svenska Akademiens Nobelbibliotek, eller Nobelbiblioteket, är ett offentligt bibliotek vid Svenska Akademien i Stockholm, med huvuduppgift att stödja Svenska Akademien i arbetet med litterära priser. Biblioteket har en omfattande samling av modern skönlitteratur och litteraturhistoria.
Bibliotekets uppgift är att bygga upp representativa samlingar av aktuella skönlitterära samt litteratur- och språkvetenskapliga arbeten. Huvudvikten ligger på den samtida skönlitteraturen, som i många fall anskaffas på originalspråk men också i översättning och då främst till svenska, engelska, franska och tyska.  Bland särskilda samlingar som finns i biblioteket kan nämnas professor Henrik Schücks och kritikern Klara Johansons.
Biblioteket deltar i landets fjärrlåneverksamhet. Antalet tidskrifter, varav ett flertal utländska, uppgår till cirka 150.
Nobelbiblioteket är öppet för allmänheten, men särskilt för dem som i sin forskning söker modern skönlitteratur och litteraturvetenskapliga arbeten. Samlingarna är tillgängliga för hemlån med vissa undantag. 
Nobelbiblioteket ser också som sin uppgift att stödja andra som är verksamma inom bokbranschen, exempelvis bibliotekspersonal och bokhandelsanställda genom att arrangera föreläsningar och seminarier om modern skönlitteratur. Föreläsningsserien Det sköna med skönlitteraturen har ägt rum sedan början av 1990-talet och ett trettiotal av föreläsningarna har publicerats i tre volymer 2009-2013. 
Biblioteket grundades 1901 och fanns från början i Carlbergska huset (nuvarande LO-borgen), men flyttade 1921 till Börshuset i Gamla stan där det fortfarande ligger.